# Bergstruiksluiper
De bergstruiksluiper (Origma robusta synoniem Crateroscelis robusta) is een zangvogel uit de familie Acanthizidae (Australische zangers).

## Verspreiding en leefgebied
Deze soort is endemisch in Nieuw-Guinea en telt zes ondersoorten:
- O. r. peninsularis: Arfakgebergte (noordwestelijk Nieuw-Guinea).
- O. r. diamondi: Foja-gebergte (noordelijk Papoea).
- O. r. bastille: Bewanigebergte en Torricelligebergte (noordwestelijk Papoea-Nieuw-Guinea).
- O. r. deficiens: Cyclopsgebergte (noordoostelijk Papoea).
- O. r. sanfordi: de bergen van westelijk-centraal en centraal Nieuw-Guinea.
- O. r. robusta: de bergen van noordoostelijk en zuidoostelijk Nieuw-Guinea.

## Status
De grootte van de populatie is niet gekwantificeerd maar de soort wordt omschreven als schaars tot algemeen. Op de Rode lijst van de IUCN heeft deze soort de status niet bedreigd.